# Касусула, Килитчо
Жан Килитчо Касусула (фр. Jean Kilitsho Kasusula; род. 5 августа 1982, Кисангани, Заир) — конголезский футболист, защитник. Выступал за сборную ДР Конго.

## Клубная карьера
Касусула родился 5 августа 1982 года в городе Кисангани. Воспитанник футбольной школы клуба «Макисо», также в начале карьеры выступал за «Кабаша Гома» и руандийский «Район Спортс».
С 2003 года Касусула играет в ТП Мазембе, в котором неоднократно становился чемпионом страны и победителем африканской Лиги чемпионов, а также принимал участие в клубном чемпионате мира 2009 года.
В 2015 году Касусула с товарищем по клубу Мутебой Кидиабой принимал участие на выборах в составе Национальной партии демократии и развития.

### Карьера в сборной
В 2009 году участвовал в чемпионате африканских наций в составе сборной, составленной из игроков национального чемпионата, и стал победителем турнира. В 2014 году также принимал участие в этом турнире.
С 2011 года выступал за первую сборную ДР Конго. Принимал участие в финальных турнирах Кубка Африки в 2013 году (сыграл все три матча) и в 2015 году (сыграл все 6 матчей и стал бронзовым призёром).

## Достижения
- Победитель Лиги чемпионов Африки: 2009, 2010, 2015
- Чемпион Руанды: 2004
- Чемпион ДР Конго: 2006, 2007, 2009, 2011, 2012, 2013, 2014
- Победитель чемпионата африканских наций: 2009
- Бронзовый призёр Кубка Африки: 2015